# Adalbéron d'Eppenstein (Bamberg)
Adalbéron d'Eppenstein, né vers 1021 et mort le 14 février 1057 à Bamberg, est évêque de Bamberg de 1053 à sa mort.

## Biographie
Il appartient à la maison d'Eppenstein originaire de la Styrie, fils cadet d'Adalbéron Ier (mort en 1039), duc de Carinthie et margrave de Vérone depuis 1012, et de son épousé Béatrice (morte après 1025), fille du duc Hermann II de Souabe. Il est le neveu par sa mère de Gisèle de Souabe, l'épouse de l'empereur Conrad II le Salique. 
En 1035, son père est accusé de trahison par l'empereur Conrad II ; lui et ses fils, Adalbéron et son frère aîné Markwart, sont alors bannis et privés de tous leurs titres et domaines. Le contexte dans lequel s'est déroulée la destitution n'est pas déterminé.
Nommé évêque de Bamberg en 1053, dix-huit ans après la destitution de son père, Adalbéron était un soutien fidèle de son cousin, l'empereur Henri III, dans le conflit avec le duc Conrad Ier de Bavière. De plus, il concéda de nombreux domaines du diocèse à titre de fief à son frère Markwart, renforçant ainsi la position de sa famille. 
Après une période de fonction de quatre ans, Adalbéron meurt le 14 février 1057. Son frère Markwart qui avait depuis longtemps regagné ses forces, est nommé margrave d'Istrie en 1070 et enfin duc de Carinthie en 1073.

## Source
- (de) Johannes Kist: Fürst- und Erzbistum Bamberg. Leitfaden durch ihre Geschichte von 1007 bis 1960. 3., völlig neugestaltete und wesentlich vermehrte Auflage. Historischer Verein Bamberg, Bamberg 1962, S. 26.